# Исламская шура Дагестана
Исламская шура Дагестана (от араб. شورَى‎ — совет) — радикальная исламистская организация, созданная Багауддином Магомадовым (Кебедовым) весной 1998 года с целью построения в Дагестане исламского государства. Первоначально в шуру (совет) вошли представители джамаатов (араб. جماعة‎ — общество, община) Махачкалы, Хасавюрта, Кизилюрта и Буйнакска, а также восьми районов — всего около 30 человек. В сентябре 1999 года Народное собрание Республики Дагестан приняло закон «О запрете ваххабитской и иной экстремистской деятельности на территории Республики Дагестан». В 1999 году после разгрома ваххабитского мятежа Исламская шура Дагестана де-факто прекратила своё существование. Наиболее активные участники вооружённого противодействия властям из числа ваххабитов арестованы и осуждены по уголовным делам.

## Становление ваххабизма в Дагестане
Ещё в 1987—1988 годы по Дагестану прокатились выступления верующих, требовавших прекратить гонения на религию, разрешить строительство мечетей, уравнять верующих в правах с атеистами и пр. В некоторых селах верующие вступали в конфликт с местными властями, требовали передать под мечети сельские клубы и другие административные здания, ввести в школах раздельное обучение для мальчиков и девочек и т. п.
Дагестанские фундаменталисты приняли активное участие в «неформальном» мусульманском съезде (Астрахань, июнь 1990 года), на котором была создана (ИПВ) — первая в СССР исламская политическая партия, провозгласившая своей главной целью защищать право мусульман «жить по законам Аллаха». Инициаторы создания партии — аварцы Аббас Кебедов, Багаутдин Магомадов и проживавший в Астрахани Аюб Омаров.
ИПВ воздерживалась от серьёзных, чисто политических акций и фактически ограничивалась «просветительской» деятельностью, то есть пропагандой идей «чистого ислама». Пропагандой идей «чистого ислама» в Дагестане (как и в других республиках региона) занимались и иностранцы — преподаватели арабского языка и религиозных дисциплин, представители различных благотворительных и гуманитарных исламских организаций, открывших в начале 90-х годов ряд филиалов на Северном Кавказе.
С началом Первой чеченской войны дагестанские сторонники «чистого ислама» установили контакты с чеченскими полевыми командирами — в частности с Хаттабом и Басаевым. Наиболее успешно «ваххабизм» распространялся в Кизилюртовском, Хасавюртовском, Казбековском, Буйнакском, Гунибском и некоторых других районах, а также в Махачкале. В период Первой чеченской войны в 1994—1996 годах многие молодые ваххабиты Дагестана, уклоняясь от призыва в российскую армию, принимали активное участие в боевых действиях в Чечне против федеральных войск. Вернувшись домой, они открыто стали выражать угрозы в адрес односельчан, не изменивших своей приверженности традиционному в Дагестане исламу — суфизму.
Ваххабиты вступили в конфликт с влиятельными шейхами суфийских тарикатов — лидеров традиционного ислама. К середине 1990-х религиозный раскол обострился настолько, что в некоторых мечетях имамы стали призывать прихожан убивать ваххабитов как худших врагов ислама. Увеличение числа сторонников «чистого ислама» в Дагестане в этот период во многом было выражением общественного протеста против тяжелой экономической ситуации, массовой безработицы, коррупции, распространения наркомании и преступности. Михаил Рощин, лично знавший Багаутдина Магомадова (Кебедова): «Разумеется, можно говорить о притеснениях радикальных фундаменталистов („ваххабитов“) в Дагестане, но их реакция на это регулярно оказывалась неадекватной»

## Создание Исламской шуры Дагестана
В середине 1990-х годов ваххабиты в Дагестане имели собственные мечети, около двух десятков медресе и своё издательство. В Кизилюрте у них действовала станция спутниковой связи, позволявшая поддерживать постоянный контакт с зарубежными и местными фундаменталистскими центрами. 12—14 марта 1997 года в результате столкновения между сторонниками Багаутдина Магомадова и мусульманами-традиционалистами в селе Карамахи ваххабиты убили нескольких своих оппонентов. Опасаясь преследования со стороны властей, в конце 1997 года Магомадов (Кебедов) с группой единомышленников переселились в Чечню и начали подготовку вооружённой борьбы против «пророссийского» руководства Дагестана. Магомадов назвал это «малой хиджрой» по примеру «большой хиджры» пророка Мухаммеда.
В начале 1998 года в чеченском городе Гудермесе лидеры дагестанских ваххабитов призвали всех руководителей своего «джамаата», его членов и их семьи переселиться в Чечню.
Весной 1998 года (по другим данным — в 1997 году) Б. Магомадомовым (Кебедовым) в Чечне была основана Исламская шура Дагестана. Она представляла собой нечто вроде «правительства в изгнании». Целью Исламской шуры Дагестана, как было объявлено, стало превращение Дагестана в независимое исламское государство, которое останется в составе России лишь при том условии, что Россия сама станет исламской страной. Течение, проповедуемое Б.Кебедовым, многие исламоведы называют «политическим исламом». Багаутдин Кебедов, будучи амиром (главой) «Джамаата», подчеркивал, что ислам — это «целостная система человеческой жизни. Уже поэтому она не могла не включать в себя попыток построения исламского общества и государственности».
В состав Исламской шуры Дагестана вошли:
- Рамазанов, Сиражудин — глава исламского культурно-религиозного центра «Аль-Исламия»;
- Багаутдин Магомадов (Кебедов);
- Тагаев, Магомед — писатель и общественный деятель, член руководства союза «Кавказская Конфедерация»;
- Надиршах Хачилаев — депутат Государственной Думы РФ, председатель Союза мусульман России;
- Адалло Алиев — поэт и общественный деятель, заместитель Ш. Басаева в «Конгрессе народов Ичкерии и Дагестана»;
- Сардали, Ахмад — чеченский публицист салафитского толка;
- Курамагомедов, Магомед — лидер цумадинских ваххабитов.

## Съезд ваххабитов Дагестана
5 июля 1998 года состоялось собрание ваххабитов Дагестана, на котором присутствовало около 700 человек из сел Кадар, Карамахи, Чабанмахи Буйнакского района, Кироваул и Комсомольское Кизилюртовского района, Кудали Гунибского района, Губден Карабудахкентского района, ряда населённых пунктов Хасавюртовского, Унцукульского районов, городов Махачкала, Буйнакск, Кизилюрт, Кизляр, отдельных районов Чечни. Целью сбора являлось объединение трёх организованных по территориально-клановому принципу ваххабитских структур в единую организацию. Первую, кадарскую группу, представляла исламская радикальная партия «Джамаат муслимийн» во главе с её лидерами Мухтаром Атаевым и Юсупом Бадагановым; вторую, кизилюртовскую группу, возглавили братья Багаутдин Магомедов (Кебедов) и Аббас Кебедов; третью, кудалинскую группу, представляли религиозно-просветительское общество «Ал-Исламия», обязанности руководителя которого исполнял Сиражутдин Рамазанов (С.Рамазанов, впоследствии, во время нападения бандформирований ваххабитов на Дагестан в августе 1999 года, был назначен на пост председателя так называемого «исламского правительства Дагестана»). На этом собрании на роль руководителя всех религиозных экстремистов республики претендовал Багаутдин Магомедов со своей организацией «Исламская шура Дагестана». Из-за развернувшейся борьбы за лидерство выбор лидера и объединение ваххабитских организаций не состоялись.

## Создание «Конгресса народов Ичкерии и Дагестана»
При участии Магомадова (Кебедова), содействии Шамиля Басаева и по инициативе Мовлади Удугова в апреле 1998 года в Грозном состоялся учредительный съезд ваххабитов Чечни и Дагестана. В ходе съезда была создана организация «Исламская нация» и основан «Конгресс народов Ичкерии и Дагестана», оформивший объединение чеченских и дагестанских фундаменталистов. Председателем конгресса был избран Басаев, который провозгласил необходимость объединения Чечни и Дагестана в единое государство.
В конце мая — начале июня 1998 года в Махачкале были распространены листовки с заявлением Б.Кебедова, где было указано, что в случае попытки властей оказать военное давление на «Джамаат» произойдет «разоружение воинов сатаны» и установление «исламского шариатского государства» в Дагестане. Главный акцент программы Исламской шуры Дагестана был сфокусирован на необходимости осуществления джихада против «неверных» и неизбежности превращения Дагестана в исламское государство, ориентированное, прежде всего, на Саудовскую Аравию.

## Восстание ваххабитов в Дагестане
2 августа 1999 года сторонники «чистого ислама» подняли ваххабитский мятеж в западных районах Дагестана, а 10 августа объявили о восстановлении Исламского государства Дагестан. Исламская шура Дагестана возложила на Шамиля Басаева полномочия «военного амира (руководителя) объединёнными силами моджахедов Дагестана на период до полного изгнания кафиров (неверных) со священной дагестанской земли», сообщает ТСН. Согласно постановлению Исламской шуры Дагестана, обращение к Басаеву последовало «в связи с тяжелейшей борьбой мусульман Дагестана с каферами и их приспешниками из числа продажных дагестанцев и вероотступников, которым имам Шамиль рубил головы в соответствии с шариатом». Также Исламская шура Дагестана приняла «Постановление в связи с оккупацией Государства Дагестан». Шура объявила Государственный совет Республики Дагестан низложенным и сформировала Исламское правительство, главой которого стал Сиражудин Рамазанов.
Однако ваххабитам во главе с международными террористами Басаевым и Хаттабом не удалось взять Ботлих — стратегический пункт, открывающий путь в долину Андийской Койсу. Большинством местных жителей джихад со стороны Чечни был воспринят как явная чеченская агрессия, а в её отражении активно участвовали не только федеральные силы, но и местные дагестанские ополченцы. Ваххабиты потерпели поражение и были вынуждены покинуть территорию Дагестана.
Несмотря на активное участие рядовых салафитов-дагестанцев в военных действиях, руководство «Джамаата» и Исламской шуры Дагестана во главе с Б.Магомадовым (Кебедовым) осталось в стороне от процесса политического и пропагандистского обеспечения «джихада». Сам Магомадов (Кебедов) уже через несколько дней после начала вторжения практически исчез из поля зрения СМИ. Скорее всего Кебедов почувствовал, насколько негативно подавляющее большинство дагестанцев восприняло вторжение боевиков, и избрал единственно возможную в его положении тактику, чтобы дистанцироваться от этой авантюры, считает автор «Официального и неофициального ислама в Дагестане» Д. Макаров.

## Запрет ваххабизма в Дагестане
В сентябре 1999 года Народное собрание Республики Дагестан приняло закон «О запрете ваххабитской и иной экстремистской деятельности на территории Республики Дагестан». Закон запрещает создание и функционирование ваххабитских организаций, групп или объединений, запрещает деятельность религиозных миссий, их филиалов, учебных заведений, физических лиц, проповедующих идеи ваххабизма. Закон запрещает бесконтрольную пропагандистскую деятельность религиозных зарубежных эмиссаров на территории республики. Он также запрещает изготовление, хранение и распространение любых печатных, видео, фото и иных материалов, содержащих пропаганду ваххабизма и экстремизма. Закон указывает, что обучение граждан республики в религиозных учебных заведениях за пределами Республики Дагестан и Российской Федерации допускается только по направлению органа управления религиозной республиканской организации, в данном случае — Духовного Управления мусульман Дагестана (ДУМД), согласованному с государственным органом по делам религий — Комитетом Правительства Дагестана по делам религий.

## Члены Исламской шуры Дагестана после разгрома мятежа
После разгрома ваххабитского мятежа Исламская шура Дагестана де-факто прекратила своё существование. Наиболее активные участники вооружённого противодействия властям из числа ваххабитов арестованы и осуждены по уголовным делам.
Член Исламской шуры Дагестана и её основатель Багаутдин Магомадов (Кебедов) в августе 1999 года бежал из страны, его местонахождение неизвестно, он объявлен в розыск.
Член Исламской шуры Дагестана, премьер-министр Исламского государства Дагестан Сиражудин Рамазанов, c 30 августа 1999 года находился в федеральном и международном розыске. В 2004 году он сдался федеральным властям. После публичного покаяния получил 7 лет условно.
Член Исламской шуры Дагестана Магомед Тагаев бежал в Турцию, после чего вернулся в Дагестан, где и был задержан в 2004 году. Осужден Верховным судом Дагестана на десять лет строгого режима за разжигание национальной, расовой и религиозной вражды, хищение огнестрельного оружия и боеприпасов, хищение чужого имущества и использование заведомо поддельных документов.
Член Исламской шуры Дагестана Адалло Алиев бежал в Турцию. В мае 2004 года он направил на имя председателя госсовета Дагестана Магомедали Магомедова письмо, в котором принес извинения за своё участие во вторжении, пожаловался на плохое здоровье и попросил разрешения вернуться в Дагестан, чтобы умереть на родине. 5 июля 2004 года 72-летний Алиев прилетел в Махачкалу и сдался властям. Приговорён к восьми годам лишения свободы (условно) по статьям «призыв к насильственному свержению власти» и «участие в незаконных вооружённых формированиях».
Член Исламской шуры Дагестана, депутат Государственной Думы Надиршах Хачилаев был арестован в октябре 1999 года в Москве. В июне 2000 года осуждён Верховным судом Дагестана на 1,5 года заключения, однако был освобождён в зале суда в связи с амнистией по случаю 55-летия Победы. Столь мягкое наказание СМИ объясняли многократной помощью Хачилаева в освобождении заложников из чеченского плена. 11 августа 2003 года Надиршах Хачилаев был убит возле собственного дома в Махачкале.
Таким образом, «политизированный ислам» в лице ваххабитов полностью дискредитировал себя в глазах общественности и рядовых верующих Дагестана. Ваххабизм в Дагестане проявил себя агрессивным, насильственным религиозно-политическим течением, сторонники которого вели вооружённую борьбу с конституционным строем, с простыми верующими, которые не разделяли их взгляды, образ жизни.